# 新東京郵便局
新東京郵便局（しんとうきょうゆうびんきょく）は、東京都江東区新砂2-4-23（東京港埋立地）にある郵便局。2007年（平成19年）10月1日から2012年（平成24年）9月30日までは郵便事業新東京支店だった。民営化前は郵便事業専門の集配普通郵便局（地域区分局）であった。
なお、本項では併設されている江東新砂郵便局（こうとうしんすなゆうびんきょく、民営化前の分類では無集配特定郵便局）についても併せて説明する。

## 概要
東京都のうち特別区（北西部を除く。郵便番号の上2桁が10から15までの地域）の通常郵便物及び小包郵便物を配達局ごとに区分する機能を専門に取り扱う無集配普通郵便局（地域区分局）「新東京郵便局」「東京小包郵便局」として開局、東日本の郵便輸送ネットワークの重要拠点として位置づけられているのみならず、内容証明郵便（電子内容証明）をパソコンからインターネット経由（クレジット決済）で送る場合、日本中のデータがこの郵便局に集まり、自動的に封入封緘されて全国へと送られていくという顔も持っている。
開局当時は新東京郵便局が通常郵便物を、東京小包郵便局が小包郵便物を受け持っていたが、後に東京小包郵便局が新東京郵便局に統合されている。なお統合前から、1棟の局舎に両局が同居（低層階を新東京郵便局、高層階を東京小包郵便局が使用）する構造であった（後に開局する「新大阪郵便局」「大阪小包郵便局」はそれぞれ局舎を建設、2棟の局舎が隣接して立地）。
無集配普通郵便局として開局したため、自局での集配業務は行っていない（当地の集配業務は城東郵便局の受持ち）が、民営化を前に実施された集配拠点再編により島嶼部の集配郵便局が当局の直轄集配区ないしは配達センター（民営化以後は、郵便事業新東京支店直轄の集配所もしくは集配センター。集配所は、日本郵便発足後は郵便集配所）化され、当局がそれらの統括を行うこととなったため、集配普通郵便局に局種別改定されている。なお、城東郵便局関連については、後に集収については当局が担当することになり、城東局は、自局ポストの集収と配達を手掛ける形となった。
私書箱が設置されており、フジテレビジョン（郵便番号137-8088）など超大口の需要者が利用している。また佐川急便のサービスである「飛脚ゆうメール」の関東管内における一括引き受けなども行っている。

### 分室
- 羽田分室 〒144-0041 大田区羽田空港三丁目1番3号
- 足立分室 〒120-8799 足立区千住曙町42番4号
- 晴海分室 〒104-0053 中央区晴海四丁目6番26号（現在は晴海郵便局としても使用されている）

### 郵便集配所
民営化前に当局が島嶼部の集配区を継承した関係で設置した作業所が前身で、郵便事業新東京支店の集配所を経て、日本郵便発足後は当局の「郵便集配所」となった拠点。
- 小笠原郵便集配所 〒100-2101 東京都小笠原村父島字西町無番地
- 利島郵便集配所 〒100-0301 東京都利島村21番地
- 御蔵島郵便集配所 〒100-1301 東京都御蔵島村無番地
- 青ヶ島郵便集配所 〒100-1701 東京都青ヶ島村無番地

### 併設施設
- 日本郵政株式会社首都圏郵政健康管理センター新東京分室
- 江東新砂郵便局

## 取扱業務
- 郵便番号が10Xから15Xの地域の区分業務。
  - 10X（千代田区、中央区、港区、伊豆諸島、小笠原諸島）。
  - 11X（台東区、文京区、北区、荒川区）。
  - 12X（足立区、葛飾区）。
  - 13X（墨田区、江戸川区、江東区）。
  - 14X（品川区、大田区）。
  - 15X（渋谷区、目黒区、世田谷区）。
- 城東郵便局管内（136-xxxx）の取集業務。
- ゆうゆう窓口

## 沿革
- 1910年（明治43年）10月1日 - 東京府東京市日本橋区青物町に東京鉄道郵便局を開局[1]。
- 1924年（大正13年）2月19日 - 日本橋区青物町から麹町区銭瓶町（現在の千代田区丸の内）へ移転。
- 1967年（昭和42年）10月2日 - 中央区晴海に晴海通常郵便集中局、台東区清川に東京北部小包集中局を開局。
- 1968年（昭和43年）9月16日 - 中央区銀座に東京南部小包集中局を開局。
- 1986年（昭和61年）10月1日 - 東京鉄道郵便局を廃止[2]。港区東新橋に東京輸送郵便局を開局[3]。
- 1990年（平成2年）8月6日 - 晴海通常郵便集中局、東京北部小包集中局、東京南部小包集中局を廃止、統合・再編した新東京郵便局および東京小包郵便局を江東区新砂に開局。
併せて、両局局舎内に無集配特定郵便局である江東新砂郵便局を開局。同日、東京輸送郵便局を廃止し[4]、羽田空港の敷地内に羽田郵便局を開局。なお、局番号及び郵便番号は下表のとおり。なお、東京南部小包集中局の局舎跡地には1991年（平成3年）3月29日に銀座郵便局を開局[5]。また、2010年（平成22年）3月23日には、晴海通常郵便集中局の局舎跡地に郵便事業京橋支店を移設し、郵便事業晴海支店（現・晴海郵便局）となった。

| 郵便局名       | 局番号 | 郵便番号   |
| -------------- | ------ | ---------- |
| 新東京郵便局   | 01520  | 〒137-8799 |
| 東京小包郵便局 | 01521  | 〒137-8798 |
| 羽田郵便局     | 00958  | 〒144-8798 |

- 2002年（平成14年）10月1日 - 東京小包郵便局・羽田郵便局を廃止、新東京郵便局に統合。
東京小包郵便局は新東京郵便局小包郵便部に、羽田郵便局は新東京郵便局羽田分室（作業分室）となる。
- 2007年（平成19年）
  - 3月5日 - 小笠原郵便局の郵便区（〒100-21xx）を統合（集配業務を移管）、同日をもって集配郵便局に局種別改定。
  - 3月12日 - 利島郵便局の郵便区（〒100-03xx）を統合（集配業務を移管）。
  - 3月19日 - 御蔵島郵便局の郵便区（〒100-13xx）、青ヶ島郵便局の郵便区（〒100-17xx）を統合（集配業務を移管）。
  - 10月1日 - 民営化に伴い、郵便局としては廃局し、郵便事業新東京支店と改称。小笠原集配所、利島集配所、御蔵島集配所、青ヶ島集配所を開設。
- 2009年（平成21年）10月1日 - JPエクスプレス東京統括支店東京広域支店を併設し、多摩地区を除く都内一部地域のペリカン便の集配業務を受託開始。
- 2010年（平成22年）4月1日 - JPエクスプレス東京統括支店東京広域支店の集配区の内、島嶼部の管轄を、近隣に設置した「JPエクスプレス東京統括支店東京中央ターミナル（離島）」へ移管。
- 2012年（平成24年）10月1日 - 日本郵便株式会社の発足に伴い、新東京郵便局となる。併せて、配下の集配所は「郵便集配所」とされた。
- 2015年（平成27年）5月4日 - ゆうパックのみ東京北部郵便局に16および17の地域区分業務を移管[6]。
- 2015年（平成27年）8月23日 - 先行実施したゆうパック以外の16および17の地域区分業務を東京北部郵便局に移管。

## 風景印

### 新東京郵便局
- 表記は『新東京』
- 図案は区花『サザンカ』・無形民俗文化財『木場の角乗り』
- 使用開始日は1990年（平成2年）8月6日

### 江東新砂郵便局
- 表記は『東京江東新砂』
- 図案は区花『サザンカ』・『都立夢の島総合体育館』・『局舎』
- 使用期間は1990年（平成2年）8月6日から2023年（令和5年）1月31日まで[7]。

## 周辺
- 東京国際郵便局 - かつて千代田区大手町に所在した東京国際郵便局を新東京郵便局新砂分室（作業分室）跡地に新築、2005年（平成17年）に移転。

## アクセス

### 鉄道
- JR京葉線 潮見駅 徒歩約16分
- 東京メトロ東西線 南砂町駅 徒歩約20分

### 路線バス
- 新東京郵便局前停留所 徒歩1分
  -  都営バス
    - <急行05> 錦糸町駅前／日本科学未来館（土曜・休日のみ運行）
    - <錦18> 錦糸町駅前／新木場駅前（平日のみ運行）
    - <木11甲> 新木場（循環）／木場駅前
    - <木11折返> 若洲キャンプ場／東陽町駅前
    - <木11乙> 潮見駅前／東陽町駅前

## 施設内店舗
1990年代初頭から郵政民営化以前までの間、新東京郵便局内にコンビニエンスストアのアップルマート新東京郵便局店が営業していた。現在では広く浸透しているビル・複合施設内の店舗として日本国内初の事例であった。
現在では、JPローソンが当局の建物内（事務棟）で営業を行っているが、これは日本郵便の子会社である郵便局物販サービスがローソンのフランチャイジーとして店舗の経営を行っている。